# بث ا. سیمونز
بث ا. سیمونز (انگلیسی: Beth A. Simmons؛ زادهٔ ۱۹۵۸) دانشمند در زمینه علوم سیاسی اهل ایالات متحده آمریکا است.
وی همچنین برندهٔ جوایزی همچون کمک‌هزینه گوگنهایم شده‌است.